# حوسبة ضبابية

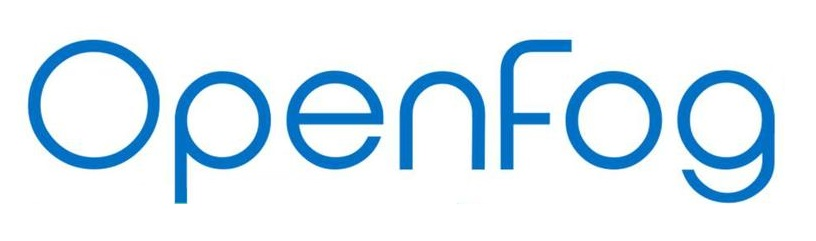
اتحاد OpenFog هو رابطة شركات التكنولوجيا الكبرى التي تهدف إلى توحيد وتعزيزالحوسبة الضبابية.

الحوسبة الضبابية أوالشبكات الضبابية، المعروف أيضا باسم التَّضْبِيْبِ, وهو البنية التي تستخدم واحد أو أكثر من العملاء أو الأجهزة القريبة من المستخدم لإتمام كمية كبيرة من التخزين (عوضًا عن تخزينها تخزينًا أساسيًا في مراكز البيانات السحابية) والاتصالات (بدلاً من توجيهها عبر الإنترنت الفقري)، كذلك التحكم، التكوين، القياس والإدارة (عوضًا عن التحكم تحكمًا أساسيًا من خلال بوابات الشبكة مثل LTE الشبكة الأساسية).

## مفهوم الشبكة الضبابية
الحوسبة الضبابية يمكن أن تُؤخذ بعين الاعتبار في كلًا من هياكل الأنظمة السحابية والبيانات الضخمة، مع الإشارة إلى الصعوبات المتزايدة في الحصول على المعلومات بموضوعية. وهذا يؤدي إلى نقصان جودة المحتوى الذي تم الحصول عليه. وقد تختلف تأثيرات الحوسبة الضبابية على الحوسبة السحابية ونظم البيانات الضخمة؛ ومع ذلك، فإن جانبًا مشتركًا يمكن استخراجه وهو التقييد في توزيع المحتوى بدقة، وهي مسألة تم تناولها مع إنشاء المقاييس التي تحاول تحسين الدقة.
تتكون الشبكات الضبابية من طائرة التحكم و طائرة البيانات. على سبيل المثال- في طائرة البيانات- تمكّن الحوسبة الضبابية خدمات الحوسبة من البقاء في حافة الشبكة بدلًا من الخوادم الموجودة في مركز البيانات. مقارنة بالحوسبة السحابية، الحوسبة الضبابية تؤكد على القرب من المستخدمين النهائيين وأهداف العميل، التوزيع الجغرافي الكثيف، تجميع الموراد المحلية، التقليل من الكمون وتوفير النطاق الترددي للشبكة الأساسية لتحقيق أفضل جودة خدمة (QoS).
تدعم الشبكات الضبابية مفهوم إنترنت الأشياء (IoT) الذي يوصِّل معظم الأجهزة التي يستخدمها البشر مع بعضها البعض. ومن أمثلة ذلك: الهواتف، وأجهزة مراقبة الصحة القابلة للارتداء، والمركبات المتصلة و الواقع المعزز باستخدام أجهزة مثل نظارات جوجل.

## استخدامات الحوسبة الضبابية
يمكن للحوسبة الضبابية أن توفر خدمات الموقع و جودة الخدمة لتطبيقات الوقت الحقيقي والتدفق. كما تسمح بتغاير أكبر نظرًا لأنها متصلة بأجهزة المستخدم النهائي و والموجهات. كما تشمل استخداماتها الآليات الصناعية، النقل و شبكات من أجهزة الاستشعار. واستخدامات أخرى منها:
- الشبكة الذكية: يقوم جامعو الضباب بمعالجة البيانات من تطبيقات موازنة تحميل الطاقة، مثل الشبكات الصغيرة والعدادات الذكية والأوامر إلى المحركات وتوليد التقارير في الوقت الفعلي. اعتمادًا على الطلب على الطاقة وتوافرها، تتحول الأجهزة تلقائيا إلى الطاقات البديلة (الرياح والطاقة الشمسية).
- إشارات المرور الذكية (المركبات المتصلة): يمكن للكاميرات الفيديو في الشوارع أن تشعر تلقائيًا ببعض السيارات، مثل سيارات الإسعاف، وتغيير أضواء الشوارع لفتح الممرات من خلال حركة المرور أو التعرف على وجود المشاة وحساب المسافة والسرعة للمركبة التي تقترب.
- أجهزة الاستشعار اللاسلكية وشبكات المشغل: يمكن للمشغلات تنفيذ إجراءات فعلية، على عكس أجهزة الاستشعار اللاسلكية التقليدية، والتحكم في عملية القياس والاستقرار والسلوكيات التذبذبية عن طريق إرسال التنبيهات.
- التحكم اللامركزي في المباني الذكية: يساعد التحكم اللاسلكي في قياس درجة الحرارة والرطوبة ومستويات الغاز في المبنى، ويتم تبادل هذه المعلومات بين جميع أجهزة الاستشعار من أجل تشكيل قياسات موثوقة. ستتفاعل أجهزة الضباب وأجهزة الاستشعار مع البيانات واتخاذ قرارات مثل خفض درجة الحرارة أو إزالة الرطوبة من الهواء.

## التاريخ
في 19 تشرين الثاني 2015، Cisco Systems، ARM Holdings، Dell، Intel، Microsoft، جامعة برينستون ، أسسوا اتحاد OpenFog لتعزيز المصالح والتنمية في الحوسبة الضبابية. أصبح هيلدر أنتونز المدير الإداري لشركة سيسكو  أول رئيس للجمعية وأصبح جيف فيدرس رئيس إنترنت الأشياء في إنتل أول مدير عام لها. 

## تعريف
كلًا من الحوسبة السحابية والحوسبة الضبابية توفران للمستخدمين النهائيين تخزين التطبيقات والبيانات، لكن الحوسبة الضبابية لديها قرب أكبر للمستخدمين النهائيين وتوزيع جغرافي أكبر.
الحوسبة السحابية - استخدام شبكة من الخوادم البعيدة المستضافة على شبكة الإنترنت لتخزين وإدارة ومعالجة البيانات، بدلا من خادم محلي أو جهاز كمبيوتر شخصي. يمكن أن تكون الحوسبة السحابية على هيئة ثقيلة وكثيفة في القدرة الحاسوبية.
الحوسبة الضبابية - عبارة عن مصطلح أنشأته سيسكو تشير إلى توسيع الحوسبة السحابية إلى حافة الشبكة للمؤسسة. المعروفة أيضا باسم حوسبة الحواف أو التَّضْبِيْبِ، والحوسبة الضبابية تسهل تشغيل عمليات الحساب والتخزين والخدمات الشبكية بين الأجهزة ومراكز بيانات الحوسبة السحابية. وهي متوسطة الوزن والأداء في الحوسبة
الحوسبة الرذاذية - نموذج الخفيف وبدائي من القدرة الحاسوبية التي تتواجد مباشرة داخل نسيج الشبكة على حافة القصوى من الشبكة باستخدام الحواسيب الصغيرة وميكروكنترولر لتصب في عُقد الحوسبة الضبابية ويحتمل أن تصعد نحو منصات الحوسبة السحابية.